# Flacq
Flacq é um distrito da Maurícia. Tem cerca de 126.839 habitantes e 89 km². Tem sede na vila do Centre de Flacq.
| Nordoeste: Pamplemousses | Norte: Rivière du Rempart |                      |
| Oeste: Moka              | Moka                      | Leste: Oceano Índico |
|                          | Sul: Grand Port           |                      |